# Verkanseld
Verkanseld är en militär term för eldgivning från vapen som syftar till att uppnå verkan, det vill säga träffa målet, och därigenom förstöra, skada eller döda fientlig materiel/fienden. Verkanseld kan föregås av att man skjuter ett varningsskott.
Termen används även av den svenska polisen.